# Poreč Trophy 2005
Il Poreč Trophy 2005, ventunesima edizione della corsa, valido come evento dell'UCI Europe Tour 2005 categoria 1.2, si svolse il 13 marzo 2005 su un percorso totale di circa 134 km. Fu vinto dall'austriaco Jochen Summer, che terminò la gara in 3h14'14" alla media di 41,393 km/h.
Al traguardo 92 ciclisti portarono a termine il percorso.

## Ordine d'arrivo (Top 10)
| Pos. | Corridore           | Squadra        | Tempo    |
| ---- | ------------------- | -------------- | -------- |
| 1    | Jochen Summer       | ELK Haus       | 3h14'14" |
| 2    | Borut Božič         | Perutnina Ptuj | s.t.     |
| 3    | František Raboň     | Psk Whirlpool  | s.t.     |
| 4    | Aldo Ino Ilešič     | Perutnina Ptuj | a 19"    |
| 5    | Peter Pichler       | ELK Haus       | s.t.     |
| 6    | David Tratnik       | Radenska Rog   | s.t.     |
| 7    | Sebastian Jezierski | Legia          | s.t.     |
| 8    | Matija Kvasina      | Perutnina Ptuj | s.t.     |
| 9    | Martin Comploi      | ELK Haus       | s.t.     |
| 10   | Dawid Zdzieblko     | Legia          | s.t.     |